# New Zealand Juniors
Das New Zealand Juniors (auch New Zealand Junior International genannt) ist im Badminton die offene internationale Meisterschaft von Neuseeland für Junioren und damit das bedeutendste internationale Juniorenturnier in Neuseeland. Es wurde in den Jahren von 2010 und 2012 ausgetragen.

## Die Sieger
| Saison    | Herreneinzel      | Dameneinzel       | Herrendoppel               | Damendoppel                       | Mixed                              |
| --------- | ----------------- | ----------------- | -------------------------- | --------------------------------- | ---------------------------------- |
| 2010      | Terry Hee         | Tara Pilven       | Luke Charlesworth Evan Lee | Madeleine Stapleton Mary O’Connor | Luke Charlesworth Mary O’Connor    |
| 2011      | nicht ausgetragen | nicht ausgetragen | nicht ausgetragen          | nicht ausgetragen                 | nicht ausgetragen                  |
| 2012      | Wei Jian Ai       | Jennifer Tam      | Samuel Ho Riga Oud         | Felicity Leydon-Davis Lilian Shih | Sawan Serasinghe Gronya Somerville |
| 2013 2024 | nicht ausgetragen | nicht ausgetragen | nicht ausgetragen          | nicht ausgetragen                 | nicht ausgetragen                  |